# 吉田豊 (文筆家)
吉田豊（よしだ ゆたか、1927年1月5日- ）は、日本の文筆家。
東京生まれ。1947年宇都宮農林専門学校農科卒、農林省農業試験場に入り病害虫防除の研究をする。のち文筆に転じ、麹町企画に属して企業媒体のＰＲ誌の編集執筆に当たる。のちフリーとなり、近世を中心とした日本庶民生活、中国古典の紹介をおこなう。

## 著書
- 『立正佼成会 笑顔の秘密をさぐる』百泉書房 1971
- 『葉隠入門 犬死を怖れて何ができるか』徳間ブックス 1975
- 『人を用いる者の心得 家訓にみる経営秘策』山手書房 1981
- 『日本商人・非凡なる商機 ビジネスチャンスを活かす日本的先見力』山手書房 1983
- 『入門葉隠の読み方 "武士道"に学ぶ男の生き方、処世の知恵』日本実業出版社 1983
- 『くらしの舞台 生活をより劇的に』彰国社 住まいを問い直す本 1989
- 『とっておきの名言集 ひと味ちがう人生の知恵』PHP研究所 1994
- 『食卓の博物誌』丸善ライブラリー 1995

### 翻訳
- 洪自誠『菜根譚』神子侃共訳 徳間書店 1965　のちPHP文庫（単独訳）
- 『武田流軍学 甲陽軍鑑抄』神子侃共編 徳間書店 1965
- 『会話の知恵』編 徳間書店 1966
- 『武道秘伝書』編 徳間書店 1968
- 『甲陽軍鑑』編・訳 徳間書店 1971
- 大道寺友山『武道初心集』徳間書店 1971
- 『武家の家訓』編訳 徳間書店 1972
- 『商家の家訓』編訳 徳間書店 1973
- 小瀬甫庵『太閤記』教育社新書 原本現代訳 1979
- 『雑兵物語 雑兵のための戦国戦陣心得』教育社新書 原本現代訳 1980
- 松浦武四郎『アイヌ人物誌』更科源蔵共訳 農山漁村文化協会 人間選書 1981　のち平凡社ライブラリー
- 『史伝健康長寿の知恵』全5巻 宮本義己共編纂 第一法規出版 1988-89
- 『戦国策 中国古典百言百話』PHP文庫 1994